# Феральторф
Феральторф (нем. Fehraltorf) — коммуна в Швейцарии, в кантоне Цюрих.
Входит в состав округа Пфеффикон. Население составляет 5227 человек (на 31 декабря 2007 года). Официальный код — 0172.
Коммуна Феральторф является родиной художника итальянского происхождения Соломона Корроди (1810-1892).